# Arthur Bernard
Arthur Bernard (Differdange, 10 ottobre 1915 – Esch-sur-Alzette, 5 marzo 1984) è stato un calciatore lussemburghese, di ruolo attaccante.

## Carriera

### Club
Ha sempre giocato nel campionato lussemburghese.

### Nazionale
Ha rappresentato la Nazionale del suo paese alle Olimpiadi del 1936.